# AVP Autoland
Die Autohandelsgruppe AVP Autoland mit Sitz in Deggendorf ist ein Vertragshändler für Marken des Volkswagen-Konzerns in Ostbayern und einer der größten Automobilhändler in Ostbayern. AVP steht für die Initialen der Marken Audi, Volkswagen und Porsche.

## Geschichte
Mit der Übernahme des Autohauses Ballach in Regen gründete Franz Xaver Hirtreiter 1997 die AVP Automobilgruppe.
In den Folgejahren wurde das Unternehmen durch den Kauf und Neubau weiterer Autohäuser und durch die Übernahme bestehender Händlerverträge mit Volkswagen, Audi, Porsche, Škoda, Suzuki und Seat im ostbayerischen Raum erweitert.
Im Jahrzehnt nach der Gründung übernahm das Unternehmen mehr als zehn Autohäuser und gründete zusätzlich mehrere eigene Standorte. 2011 übernahm AVP einen benachbarten Schlossereibetrieb, errichtete dort ein Aufbereitungszentrum und nahm ebenfalls ein neues Verwaltungsgebäude und Zentraldisposition in Betrieb.
2016 übergab Franz Xaver Hirtreiter die Unternehmensleitung an seinen Sohn Franz Hirtreiter jun. Dieser begann 2019 die Ausrichtung der Gruppe um den Schwerpunkt Elektromobilität zu erweitern.  Im selben Jahr investierte die Gruppe mehr als 10 Mio. Euro in den Neubau des neuen Porsche-Zentrums Niederbayern.

## Unternehmen
Mit knapp 800 Mitarbeitern an 16 Standorten ist die Handelsgruppe der größte Automobilhändler in Ostbayern. 2018 erreichte AVP erstmals einen Umsatz von 400 Mio. Euro. 2020 vertrieb das Unternehmen rund 11.000 Fahrzeuge und erzielte einen Umsatz von knapp 500 Mio. Euro.

### Eigentümer
2021 überschrieb Unternehmensgründer Franz Xaver Hirtreiter das Unternehmen an seine Kinder; Hirtreiter jun. hält seitdem 51 Prozent am Unternehmen, Alexandra und Leonie Hirtreiter gemeinsam zu gleichen Teilen die übrigen 49 Prozent.
2016 wurde Franz Xaver Hirtreiter von kfz-betrieb mit dem „Executive Circle Award“ für sein Lebenswerk ausgezeichnet.

### Unternehmensführung
Die Geschäftsführung der Autohausgruppe besteht aus insgesamt neun Personen. Vorsitzender der Geschäftsführung ist Franz Hirtreiter jun.; Alexander Winkelbauer-Pohl, Manfred Weidinger, Thomas Attenberger, Florian Wilhelm und Christoph Leibl bilden die Geschäftsführung für das AVP Autoland. Zusätzlich verfügt jedes Porsche Zentrum über einen eigenen Geschäftsführer.